# Leopoldine Konstantin
Leopoldine Konstantin (Brno, 12 marzo 1886 – Vienna, 14 dicembre 1965) è stata un'attrice austriaca.

## Biografia
Prese lezioni private di recitazione dall'attore Alexander Strakosch, che sposò nel 1906. Debuttò a Berlino nel 1907, diretta da Max Reinhardt nel Deutsches Theater di Berlino, interpretando il Risveglio di primavera di Frank Wedekind e diverse tragedie e commedie di Shakespeare. Intorno al 1910 fece le sue prime apparizioni nel cinema.
Dopo essersi affermata sulle scene berlinesi, si trasferì nel 1916 a Vienna proseguendo con successo la sua carriera teatrale. Tenne costante la sua presenza nel cinema tedesco fino ai primi anni venti. All'avvento del nazismo emigrò in Gran Bretagna, poi negli USA. Qui, ancora poco pratica della lingua inglese, lavorò per qualche tempo da operaia. Dopo aver appreso finalmente la lingua, nel 1946 riuscì a ad avere nuovamente un ruolo cinematografico importante nel Notorious - L'amante perduta di Alfred Hitchcock. Negli anni cinquanta interpretò alcuni telefilm americani per tornare poi definitivamente a Vienna dove lavorò sporadicamente in teatro e alla radio. 
Morì nel 1965 e fu sepolta nella parte protestante del Zentralfriedhof della capitale austriaca.

## Vita privata
Si sposò due volte. Dal primo matrimonio nacque un figlio maschio, Alexander, che le premorì, essendo rimasto ucciso sotto un bombardamento aereo tedesco a Londra.

## Filmografia parziale
- Sumurûn (1910)
- Europäisches Sklavenleben (1912)

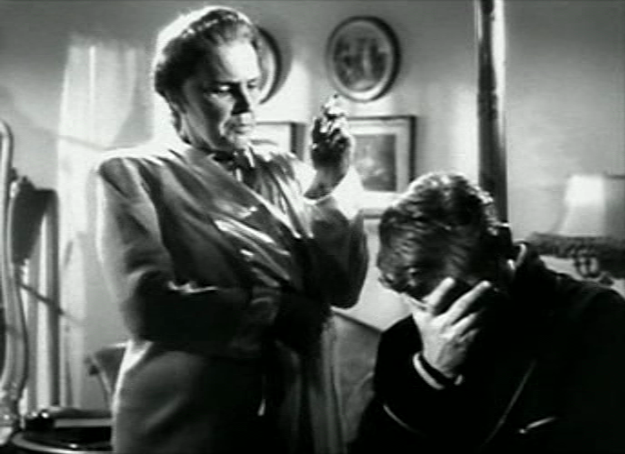
Leopoldine Konstantin con Claude Rains in una scena del film Notorious - L'amante perduta.

- Die Insel der Seligen, regia di Max Reinhardt (1913)
- Maria Magdalena (1914)
- Die Tänzerin (1915)
- Der Radiumraub (1916)
- Der Onyxknopf (1917)
- Lola Montez (1918)
- Lillis Ehe (1919)
- Präsident Barrada, regia di Erik Lund (1920)
- Der Silberkönig (1921)
- Saison in Kairo (1933)
- Liebe dumme Mama (1934)
- I due re (1935)
- Pensionato di ragazze (1936)
- La stella di Broadway (Und du mein Schatz fährst mit), regia di Georg Jacoby (1937)
- Notorious - L'amante perduta (Notorious), regia di Alfred Hitchcock (1946)

## Doppiatrici italiane
- Lola Braccini in Notorious - L'amante perduta